# Raffaele Scapinelli di Leguigno

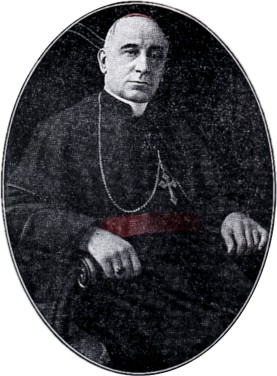
Raffaele Scapinelli di Leguigno

Raffaele Scapinelli di Leguigno (Modena, 25 april 1858 - Forte dei Marmi, 16 september 1933) was een Italiaans geestelijke en kardinaal van de Rooms-Katholieke Kerk.
Scapinelli bezocht het seminarie van Reggio Emilia. Hij promoveerde in de beide rechten en werd in 1884 priester gewijd. Hij studeerde vervolgens aan de Pauselijke Ecclesiastische Academie, de diplomatenopleiding van de Heilige Stoel. Hij doceerde enkele jaren aan het seminarie van Reggio Emilia, alvorens in 1889 in dienst te treden van het Staatssecretariaat. In 1891 werd hij secretaris van de apostolische nuntiatuur in Portugal. In 1889 werd hij benoemd tot kamerheer van de paus. Van 1894 tot 1905 was hij auditor op de internuntiatuur voor Nederland en Luxemburg in Den Haag. Medio 1905 werd hij Ereprelaat van Zijne Heiligheid en niet veel later apostolisch protonotaris. Hij doceerde vanaf 1902 aan de Ecclesiastische Academie. Sinds dat jaar was hij ook als kanunnik verbonden aan de Sint-Pietersbasiliek. Hij werd op 26 november 1904 benoemd tot secretaris van de Commissie voor de Administratie van de Rijdommen van de H. Stoel. in 1907 werd hij hoofd van de Congregatie voor Buitengewone Aangelegenheden van de Kerk. Paus Pius X benoemde hem ook in de commissie die de herziening van de Codex Iuris Canonici ter hand moest nemen. In 1908 werd hij daarnaast consultor van het H. Officie en van de Congregatie voor het Consistorie.
Paus Pius X benoemde hem in 1912 tot apostolisch nuntius voor Oostenrijk-Hongarije en tot titulair aartsbisschop van Laodicea. Hij ontving zijn bisschopswijding uit handen van de kardinaal-staatssecretaris Rafael Merry de Val. Tijdens het consistorie van 6 december 1915 creëerde paus Benedictus XV hem kardinaal. De San Girolamo degli Schiavoni werd zijn titelkerk. Hij ontving het grootkruis in de Orde van de Heilige Stefanus. Hij werd in 1918 benoemd tot prefect van de H. Congregatie voor de Religieuzen.
Kardinaal Scapinelli nam deel aan het conclaaf van 1922 dat leidde tot de verkiezing van paus Pius XI. Hij overleed in 1933 en werd begraven in de kapel van de H. Congregatie tot Voortplanting des Geloofs op Campo Verano.